# Сусловский тракт
Сусловский тракт — исторический тракт протяжённостью в 150 вёрст (160 км), соединяющий Тутало-Чулымскую волость в Томском Причулымье (село Тегульдет Томской губернии; ныне Томская область) со станцией Суслово на Транссибе (Мариинский район Кемеровской области).
Введён в строй в 1916 году. Обустраивали его до 1925 года строительным отделом Томского переселенческого управления. С 1930—1940 годов тракт стал дорогой для перевозки грузов и спецпереселенцев (поляки, украинцы, белорусы) на десятилетия. Одно из спецпоселений Томасинлага на Сусловском тракте — Четь-Пески (3 км севернее Четь-Конторки).
По тракту доставляли грузы и людей доставляли к Транссибу из Томского Причулымья (село Тегульдет Томской области). Оборонное предприятие Сибсельмаш в Новосибирске в 1940-х годах получало по Сусловскому тракту строительный лес из Томасинлага НКВД. Утратил своё хозяйственное значение после Великой Отечественной войны.
Село Пихтовка Мариинского района и сейчас расположено на историческом Сусловском тракте. Часть Сусловского тракта используется как лесовозная дорога (зимник).
Сусловский тракт является объектом туристского интереса, соединяющим две соседние области (Томская и Кемеровская области).